# 藤巻健太
藤巻 健太（ふじまき けんた、1983年10月7日 - ）は、日本の政治家。日本維新の会所属の衆議院議員（2期）。財務金融委員会委員。

## 来歴
1983年10月7日、当時銀行員だった父・藤巻健史の転勤先のロンドンで生まれ、2歳の時に帰国。目黒区立大岡山小学校、聖光学院中学校・高等学校を経て、2003年に慶應義塾大学経済学部に入学。
2008年に大学を卒業後、みずほ銀行に入行、銀座中央支店に配属された。その後はみずほコーポレート銀行本店国際為替部での勤務を経て、2013年7月に参議院議員である父・健史の公設第一秘書となったことをきっかけに政治家を志す。
2014年の第47回衆議院議員総選挙に千葉2区から維新の党公認で立候補するも、自民党の小林鷹之に敗れ、次点で落選。
2016年2月、千葉維新の会（日本維新の会千葉県総支部）の幹事長に就任。
2017年の第48回衆議院議員総選挙に千葉2区から日本維新の会公認で立候補するも、再び小林に敗れ、5人中最下位で落選。
2021年の第49回衆議院議員総選挙においても前回同様千葉2区から日本維新の会公認での立候補を予定していたが、千葉6区を地盤とする立憲民主党の生方幸夫が北朝鮮の拉致被害者に関する失言で党の公認を外されたことを受け、公示直前に6区からの立候補に変更した。選挙区では自民党の渡辺博道に敗れ、次点となったものの、重複立候補していた比例南関東ブロックで復活当選した。
2024年の第50回衆議院議員総選挙で小選挙区では立憲民主党の安藤淳子、自民党の渡辺に次ぐ3位に終わったものの、比例復活し再選。

## 政策・主張

### 憲法問題
- 憲法改正について、2017年のアンケートでは「賛成」と回答[6]。2021年のアンケートでは「どちらかといえば賛成」と回答[7]。
- 改正すべき項目として「教育の充実に向けた環境整備を行う旨を明記する」「首相公選制を導入する」「財政の健全性に関する条項を新設する」と主張[8]。
- 憲法9条への自衛隊の明記について、2021年のアンケートで「どちらかといえば賛成」と回答[9]。
- 安全保障関連法の成立について、2017年のアンケートで「どちらかといえば評価する」と回答[6]。

### ジェンダー問題
- 選択的夫婦別姓制度の導入について、2017年のアンケートでは「賛成」と回答[6]。2021年のアンケートでは「どちらかといえば賛成」と回答[7]。
- 同性婚を可能とする法改正について、2021年のアンケートで「賛成」と回答[7][9]。
- 「LGBTなど性的少数者をめぐる理解増進法案を早期に成立させるべきか」との問題提起に対し、「どちらかといえば賛成」と回答[7]。
- クオータ制の導入について、2021年のアンケートで「どちらかといえば反対」と回答[9]。

### その他
- 原子力発電への依存度について、2021年のアンケートで「下げるべき」と回答[9]。
- アベノミクスについて、2017年のアンケートで「評価しない」と回答[6]。
- 安倍内閣による森友学園問題・加計学園問題への対応について、2017年のアンケートで「評価しない」と回答[6]。

### ツイッターでの主張
- 2022年5月23日、自身は数学が得意であり、三角関数の学習自体を否定するつもりはないとした上で、「貴重な10代の大事な日々をsin、cosに捧げておりました。受験の翌日以降、この20年ほどsin、cosは一度も使っておりません。あの日々は一体なんだったのか」「全国の高校生にがっつりと教え込む必要があるのか。その分野に進む人たちが専門知識として学ぶものではないか」との質問を財務金融委員会で行い、それをTwitterで報告した結果、大いに物議を醸した[10][11][12][13]。

なお、藤巻は朝日新聞の取材に対し、「決して三角関数を不必要と言いたかったわけではない。人類の大事な英知であり、生活を支えている重要な知識だ」と説明し、「真意が伝わりきらず一部が切り取られ、『三角関数不要論者』のように捉えられてしまった。高校教育は教養や基礎的なものに重きを置き過ぎ、生活の役に立つような実学が少し足りないなのではないかということを伝えたかった。そのバランスを考えてほしいというのが私の持論。どんな科目や内容がどれくらい必要なのか、これをきっかけに議論が活発になることを望んでいる」と語っている。
- 2023年5月18日午後5:48、「殺人や強盗などの凶悪犯罪は、少年法の適用除外とすべきだ。彼らにとっては少年法は、罪を軽くしてくれる都合の良いものに過ぎない。性善説に頼るべきではない。抑止力を強化することこそが、普通の人々が安心して暮らせる社会を創る。」[15]、とツイートした。

- 2023年6月7日午後7:23、「『古文漢文よりも金融経済を学ぶべきではないか』金融教育をテーマに、財務金融委員会で議論させて頂きました。」[16]、とツイートした。2023年6月9日午後6:10 　「スマホという百科事典以上のものを皆が常に持っており、暗記という行為にほぼ意味はなくなった今こそ、教育を大きく変えるべき時だ。子供たちの勉強時間は限られている。これからの時代、何を学ぶべきで、何が優先度が低いのか。改めて国民的議論をすべきだ[17]」、とツイートした。それに対して、フリーランス編集者の稲本義彦から「百科事典を舐めるなよ。たとえば平凡社の『世界大百科』は総項目が約90000、そのすべてをその分野の専門家が執筆していて執筆者は総勢7000人にも及ぶ。スマホで検索してもウソかマコトかもわからぬ駄情報の海に漂うだけだ。百科事典の信頼性と比較にもならんわ。あほめ。[18]」と非難されると、「あんな重たいもの持ち歩けるか！私の家の百科事典は、ドアストッパーとしてその重要な役割を担っている。どんなに強い風が吹いても扉が閉まることは決して、ない。[19]」、とツイートした。

## 人物
- 2022年4月11日、政治倫理の確立のための国会議員の資産等の公開等に関する法律（資産公開法）に基づき前年の衆院選で当選した衆議院議員の資産報告書が公開された。全て土地が占め東京都目黒区や文京区、静岡県伊東市の不動産を報告。藤巻は取材に「銀行員のときの蓄えや親族からの相続をもとに不動産を購入し、運用している」と説明した[20][21]。

## 選挙歴
| 当落 | 選挙                   | 執行日         | 年齢 | 選挙区      | 政党         | 得票数    | 得票率 | 定数 | 得票順位 /候補者数 | 政党内比例順位 /政党当選者数 |
| ---- | ---------------------- | -------------- | ---- | ----------- | ------------ | --------- | ------ | ---- | ------------------ | ---------------------------- |
| 落   | 第47回衆議院議員総選挙 | 2014年12月14日 | 31   | 千葉県第2区 | 維新の党     | 5万6479票 | 25.83% | 1    | 2/3                | 5/4                          |
| 落   | 第48回衆議院議員総選挙 | 2017年10月22日 | 34   | 千葉県第2区 | 日本維新の会 | 1万4885票 | 6.67%  | 1    | 5/5                | 3/1                          |
| 比当 | 第49回衆議院議員総選挙 | 2021年10月31日 | 38   | 千葉県第6区 | 日本維新の会 | 4万8829票 | 25.68% | 1    | 2/4                | 2/3                          |
| 比当 | 第50回衆議院議員総選挙 | 2024年10月27日 | 41   | 千葉県第6区 | 日本維新の会 | 3万472票  | 14.66% | 1    | 3/6                | 2/2                          |